# Scheiden-Kronwicke
Die Scheiden-Kronwicke (Coronilla vaginalis) ist eine Pflanzenart aus der Gattung der Kronwicken (Coronilla) in der Unterfamilie der Schmetterlingsblütler (Faboideae).

## Beschreibung

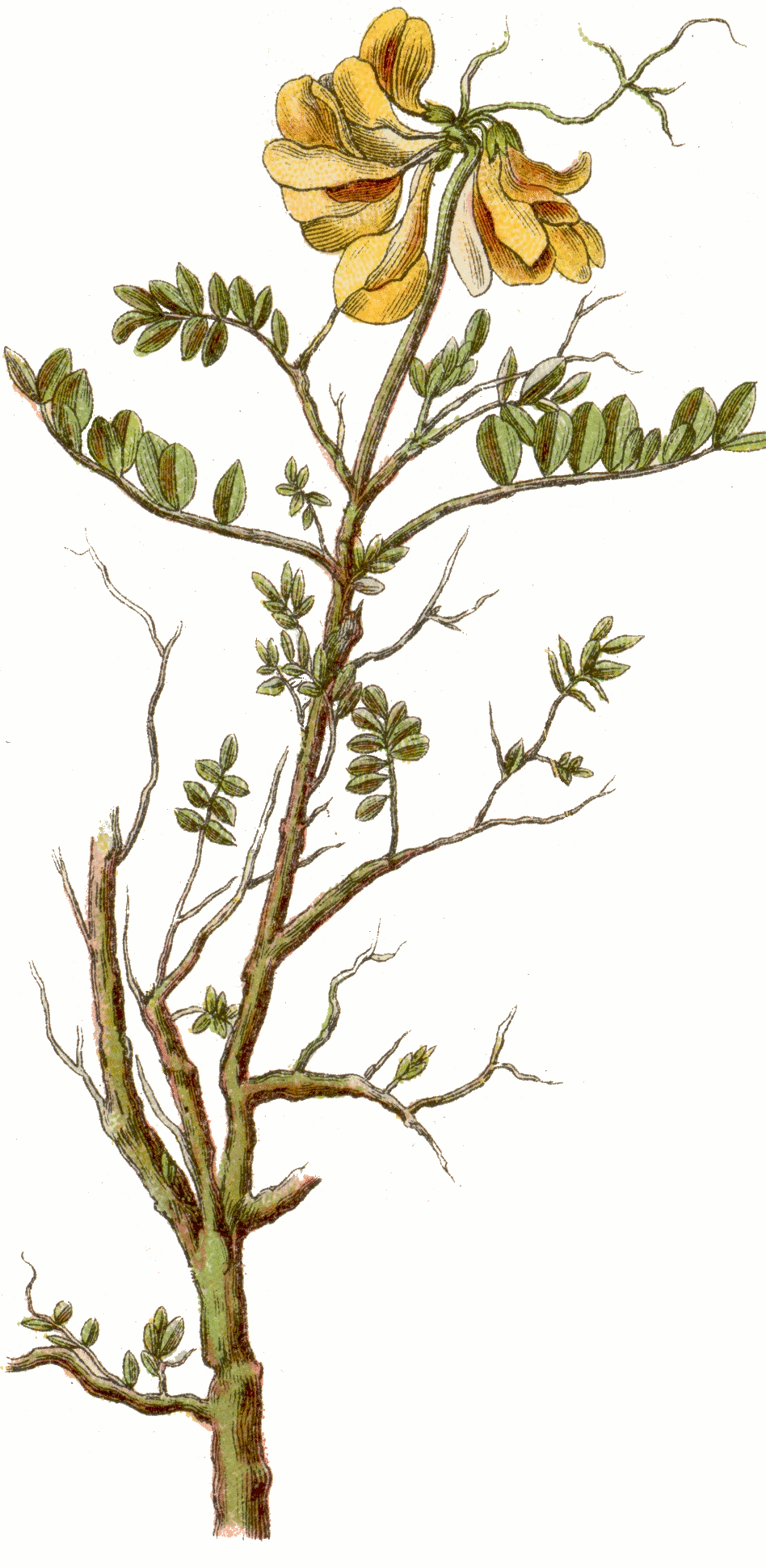
Illustration aus Sturm

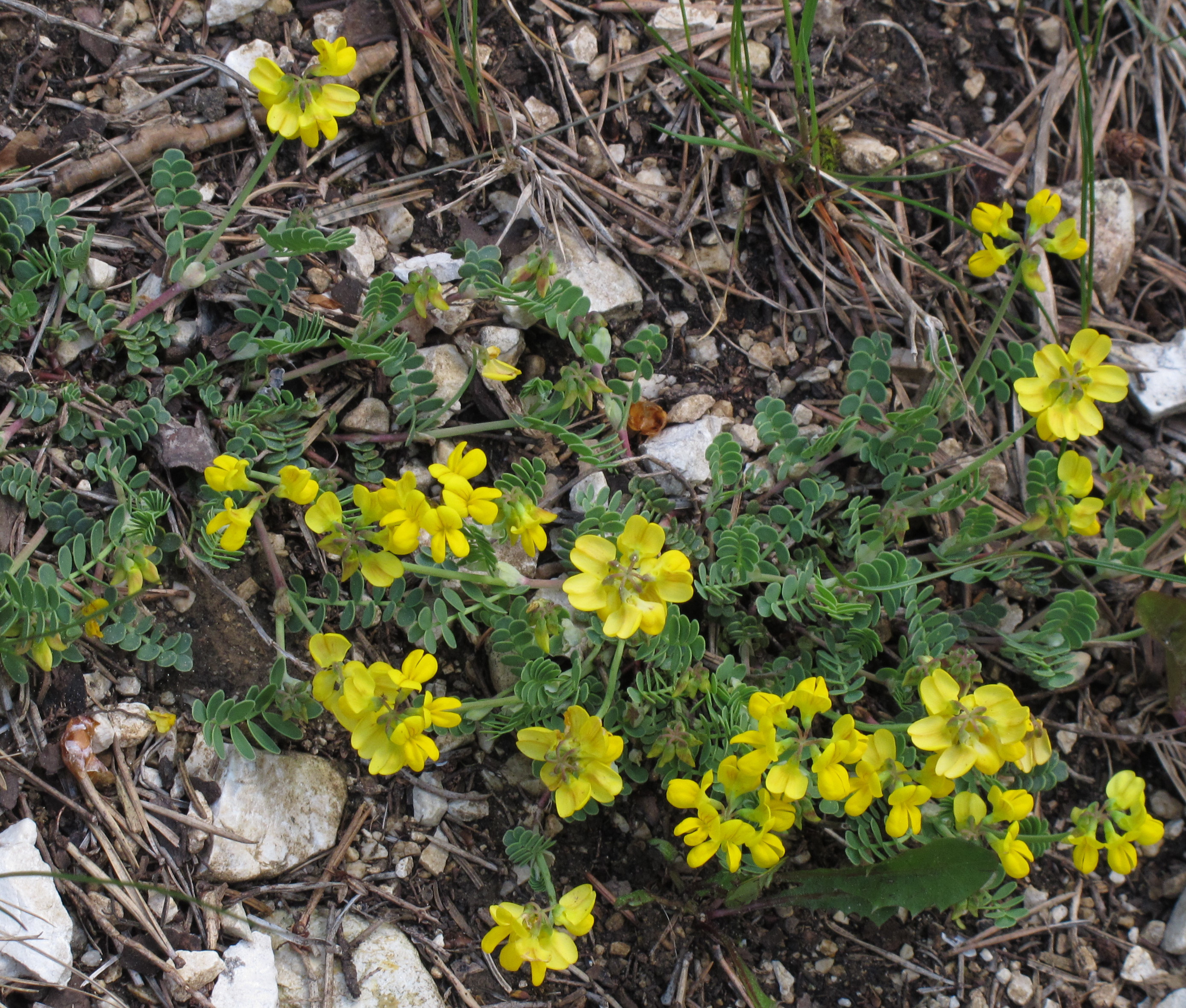
Habitus

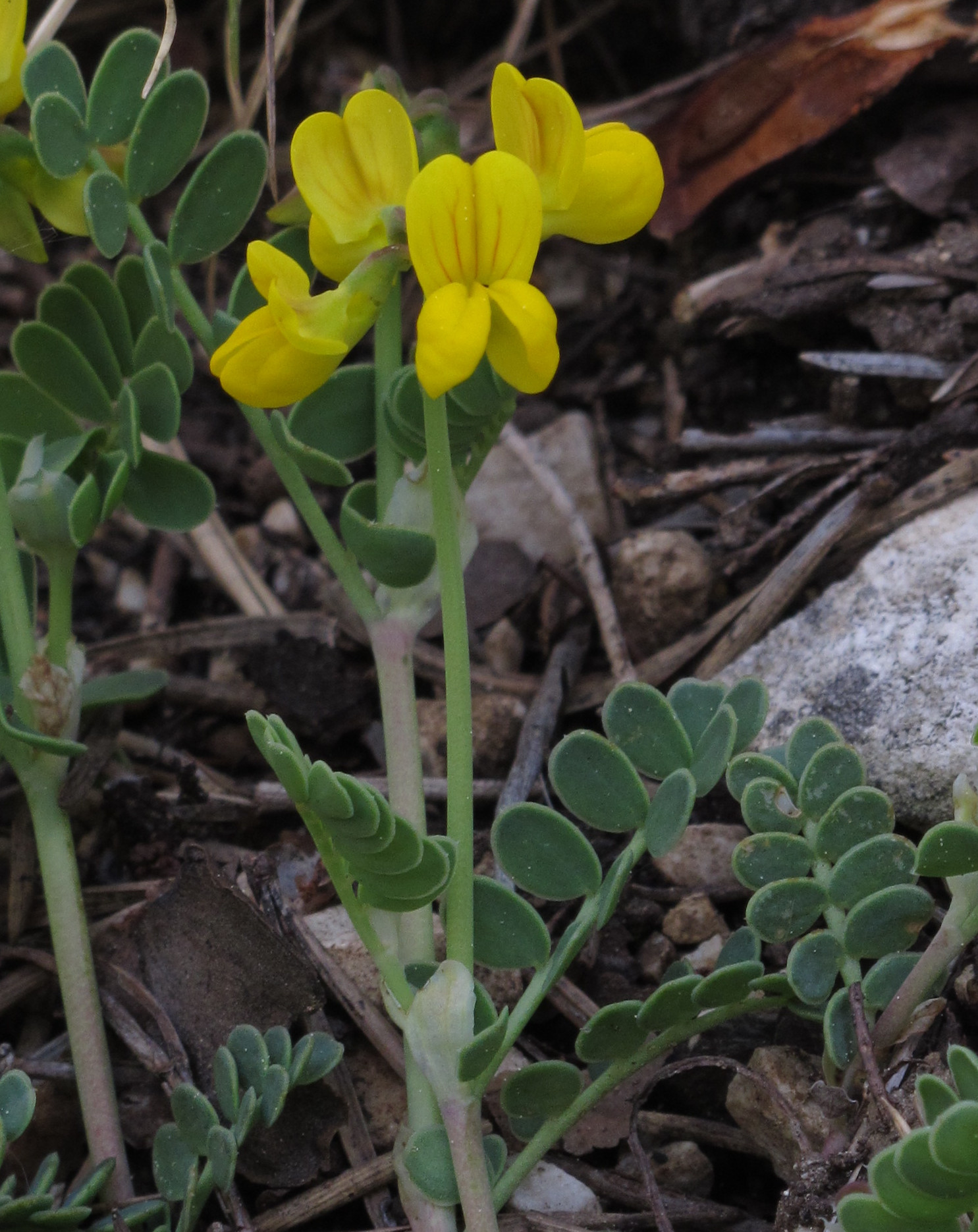
Blüten und Laubblätter mit Nebenblättern

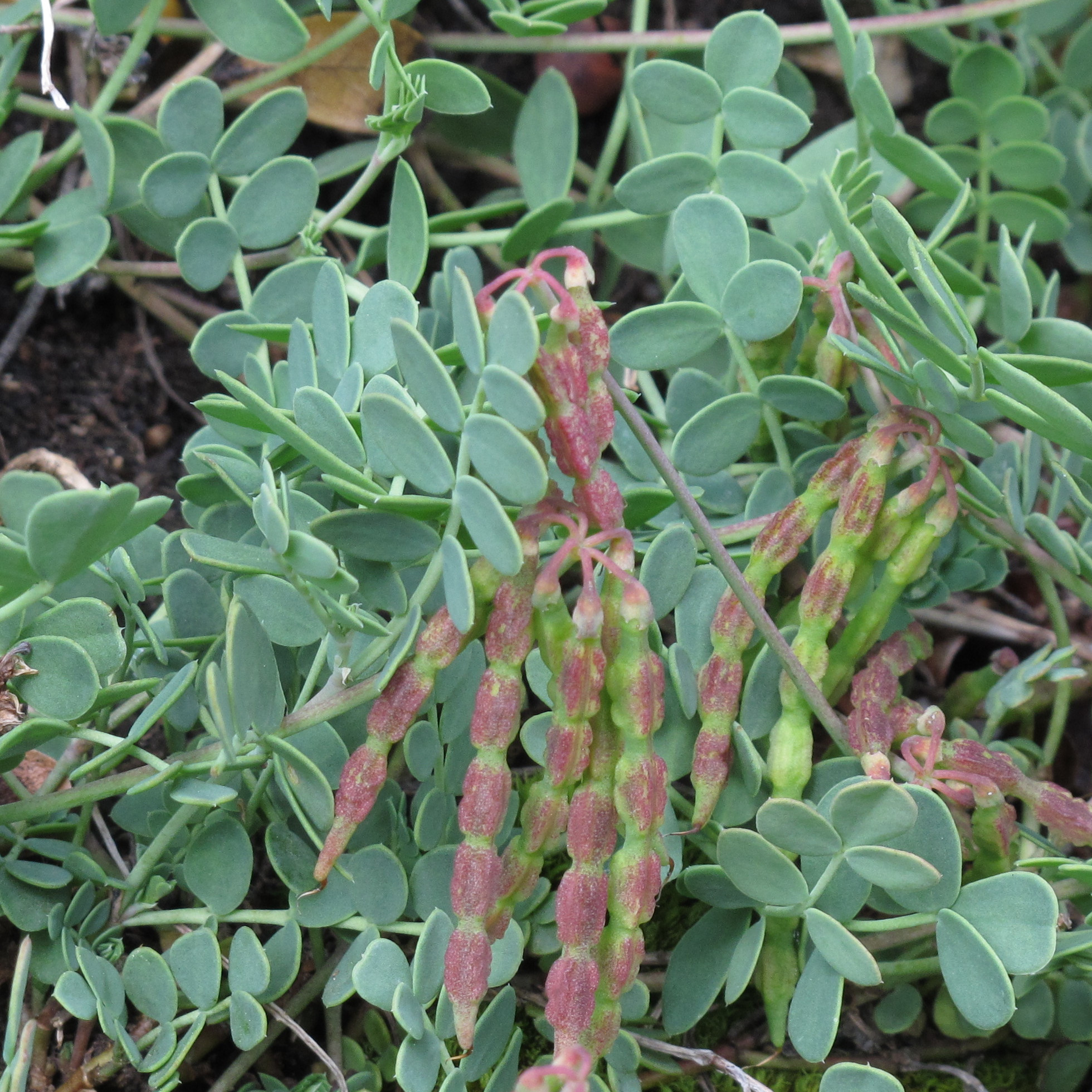
Laubblätter und Hülsenfrüchte

### Vegetative Merkmale
Die Scheiden-Kronwicke wächst als ausdauernde krautige Pflanze oder als ein Halbstrauch. Die Sprossachsen sind mehr oder weniger aufsteigend mit niederliegenden Verzweigungen, die eine Länge von 5 bis 25 Zentimetern erreichen können. Die oberirdischen Pflanzenteile sind völlig kahl.
Die wechselständig angeordneten Laubblätter sind in Blattstiel und -spreite gegliedert. Der Blattstiel ist bei einer Länge von 2 bis 3 Zentimetern relativ kurz. Die unpaarig gefiederte Blattspreite besitzt drei bis sechs Paare von Fiederblättchen. Die leicht fleischigen, bläulich-grünen, knorpelrandigen Blättchen sind bei einer Länge von 3 bis 10 Millimetern sowie einer Breite von 2 bis 8, selten bis zu 10 Millimetern verkehrt-eiförmig, breit-elliptisch oder fast kreisrund. Das unterste Paar der Fiederblättchen steht deutlich vom Blattgrund entfernt. Die zwei eiförmigen Nebenblätter sind verwachsen und besitzen etwa die Größe der Fiederblättchen.

### Generative Merkmale
Die Blütezeit reicht von Mai bis Juli. Der Blütenstandsschaft ist aufrecht und 3 bis 6, selten bis zu 10 Zentimeter lang. Fünf bis zehn nickenden Blüten sind in einem doldigen Blütenstand angeordnet. Der Blütenstiel ist mit einer Länge von etwa 2 Millimetern etwa ein- bis eineinhalbmal so lang sind wie der Blütenkelch.
Die zwittrige Blüte ist zygomorph und fünfzählig mit doppelter Blütenhülle. Sie ist und 8 bis 9 Millimeter lang. Der Kelch ist häutig, kreiselförmig und endet in sehr kurzen stumpfen Kelchzähnen. Die fünf Kronblätter sind zu einer typischen Schmetterlingsblüte angeordnet. Die gelben Kronblätter werden beim Trocknen leicht grünlich. Die Nägel der Kronblätter sind etwas länger als der Kelch. Die Platte der Fahne ist ausgerandet, zurückgebogen und trägt ein rotbraunes Saftmal. Das Schiffchen ist kurz und aufwärts gebogen.
Die geschnäbelte und hängende Hülsenfrucht ist deutlich gegliedert, sechskantig und an vier Kanten geflügelt. Sie ist 15 bis 30 Millimeter lang und 2 bis 3 Millimeter breit. Die Samen sind rotbraun bis schwarzbraun.
Die Chromosomenzahl beträgt 2n = 16 oder 12.

## Vorkommen
Es gibt Fundortangaben für Deutschland, Österreich, die Schweiz, Frankreich, Italien, Ungarn, die ehemalige Tschechoslowakei, das ehemalige Jugoslawien und Albanien.
Sie kommt in Mitteleuropa nur in den Gebirgen häufiger vor. In Frankreich wächst die Scheiden-Kronwicke im französischen Jura sowie in den französischen Alpen (Savoyen und Dauphiné). In der Schweiz kommt sie im Jura und im Mittelland verbreitet vor. In Österreich ist die Scheiden-Kronwicke zerstreut bis mäßig häufig im ganzen Gebiet verbreitet.
In Deutschland kommt die Scheiden-Kronwicke nach FloraWeb häufiger nur in den Alpen und an Lech und Isar in der bayerischen Hochebene vor. Selten ist sie auch im mittleren Deutschland wie in Thüringen und auch im nördlichen fränkischen Jura oder auf der Schwäbischen Alb zu finden. Sie steigt in den Allgäuer Alpen am Ostgrat der Kegelköpfe in Bayern bis zu einer Höhenlage von 1920 Metern auf.
Die Scheiden-Kronwicke wächst in Kiefern-Steppenwaldgesellschaften sowie auf Trockenrasen. Sie gedeiht meist auf warmen, kalkhaltigen und steinigen Böden. Coronilla vaginalis ist in Mitteleuropa eine Charakterart des Coronillo-Pinetum aus dem Erico-Pinion-Verband der Schneeheide-Kiefernwälder, kommt aber auch in Xerobromion-Gesellschaften mit viel Kalk-Blaugras (Sesleria caerulea) vor.
Die ökologischen Zeigerwerte nach Landolt et al. 2010 sind in der Schweiz: Feuchtezahl F = 2w (mäßig trocken aber mäßig wechselnd), Lichtzahl L = 3 (halbschattig), Reaktionszahl R = 5 (basisch), Temperaturzahl T = 2+ (unter-subalpin und ober-montan), Nährstoffzahl N = 2 (nährstoffarm), Kontinentalitätszahl K = 4 (subkontinental).

## Taxonomie
Die Erstveröffentlichung von Coronilla vaginalis erfolgte 1786 durch Jean-Baptiste de Lamarck in Encyclopédie Méthodique, Botanique, 2, 1, S. 121.

## Verwechslungsmöglichkeiten
Die Scheiden-Kronwicke ähnelt im Habitus dem Hufeisenklee (Hippocrepis comosa). Dieser besitzt jedoch unter anderem viel kleinere Nebenblättchen, die nicht miteinander verwachsen sind.